# 阿斯格·索倫森
阿斯格·索倫森（丹麥語：Asger Sørensen；1996年6月5日—）是一位丹麥足球運動員。在場上的位置是後衛。他現在效力於德乙球隊紐倫堡。他也代表丹麥各級國青隊參賽。